# Viens
Pour les articles homonymes, voir Viens (homonymie).
Viens est une commune française située dans le département de Vaucluse en région Provence-Alpes-Côte d'Azur.

## Géographie

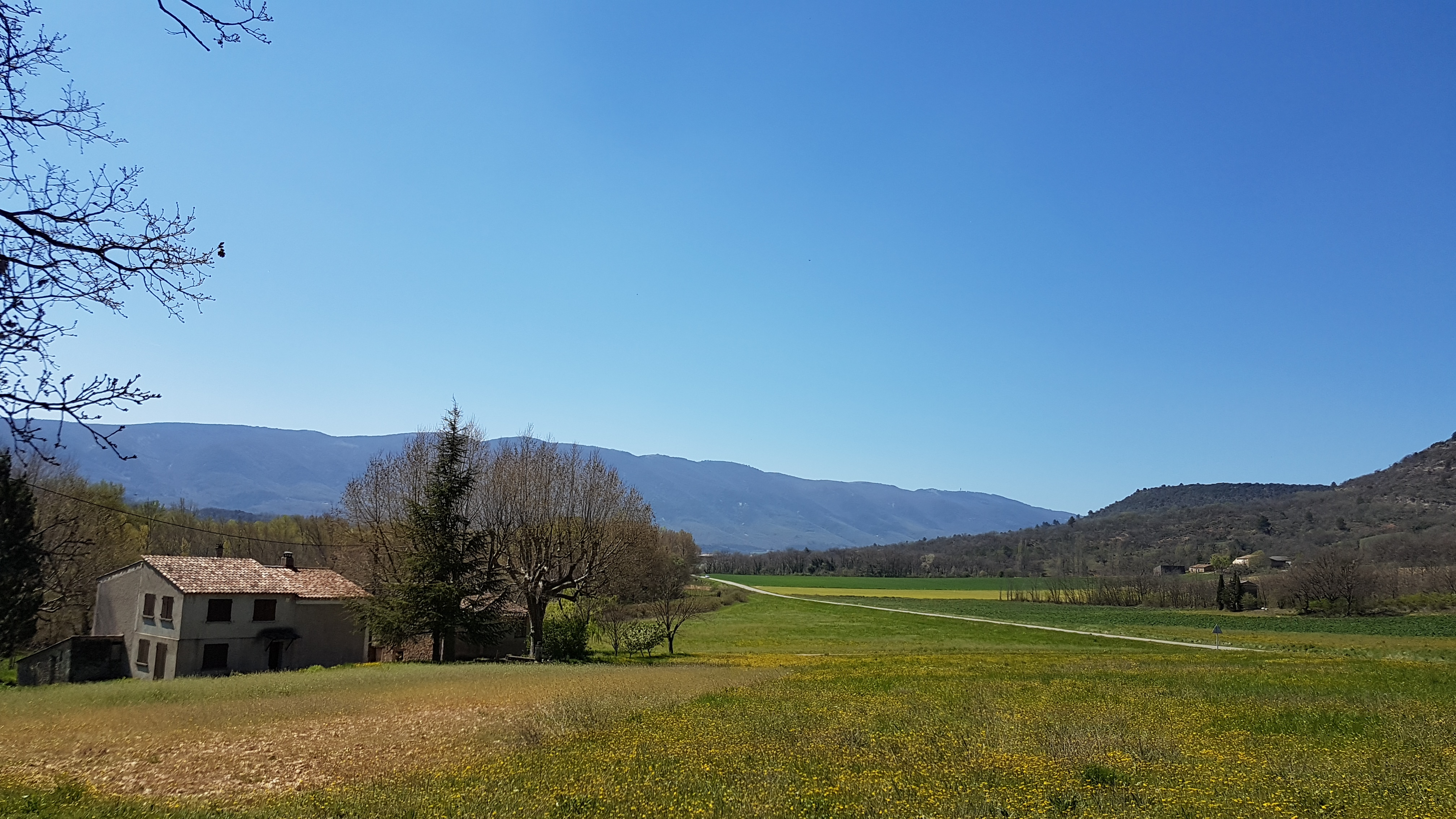
Le massif du Luberon non loin du lieu-dit Saint-Paul.

Le village de Viens est un village médiéval perché tourné face au massif du Luberon, sur la hauteur entre Apt et Céreste.
La commune fait partie du périmètre du parc naturel régional du Luberon.

### Relief
Le village est perché sur la partie sud des monts de Vaucluse.
Au sud et à l'est de la commune, se déroulent deux vallées. Autour du village, un plateau perché est légèrement incliné entre 500 mètres sur sa partie la plus au sud et 700 mètres sur sa partie nord. Le reste de la commune, soit sa partie nord, est une succession de vallons et collines avec un sommet à 784 mètres. On trouve aussi deux avens : l'aven de la Grande (au nord-ouest) et l'aven des Douces.

### Géologie
Dalle de Viens (empreintes de pas fossiles de mammifères d'âge Oligocène).

### Hydrographie
Cours du Calavon à la sortie des gorges d'Oppedette et ruisseaux au cours périodique.

### Voies de communication et transports

#### Voies routières
La départementale 33 et la départementale 155 traversent la commune sur un axe plus ou moins nord-sud et la nationale 100 passe à l'extrême sud de la commune. Sur un axe est-ouest, la départementale 190 passe par le village (comme la départementale 33).

#### Services autocars

##### Lignes départementales
Le village est desservi par 1 ligne départementale :
| Ligne | Tracé                                    |
| ----- | ---------------------------------------- |
| 16.2  | Apt ↔ Viens ↔ Simiane-la-Rotonde ↔ Banon |

### Sismicité
Les cantons de Bonnieux, Apt, Cadenet, Cavaillon, et Pertuis sont classés en zone Ib (risque faible). Tous les autres cantons du département de Vaucluse sont classés en zone Ia (risque très faible). Ce zonage correspond à une sismicité ne se traduisant qu'exceptionnellement par la destruction de bâtiments.

### Climat
Pour des articles plus généraux, voir Climat de Provence-Alpes-Côte d'Azur et Climat de Vaucluse.
En 2010, le climat de la commune est de type climat méditerranéen altéré, selon une étude du Centre national de la recherche scientifique s'appuyant sur une série de données couvrant la période 1971-2000. En 2020, Météo-France publie une typologie des climats de la France métropolitaine dans laquelle la commune est dans une zone de transition entre le climat de montagne et le climat méditerranéen et est dans la région climatique Provence, Languedoc-Roussillon, caractérisée par une pluviométrie faible en été, un très bon ensoleillement (2 600 h/an), un été chaud (21,5 °C), un air très sec en été, sec en toutes saisons, des vents forts (fréquence de 40 à 50 % de vents > 5 m/s) et peu de brouillards.
Pour la période 1971-2000, la température annuelle moyenne est de 12,4 °C, avec une amplitude thermique annuelle de 17,1 °C. Le cumul annuel moyen de précipitations est de 836 mm, avec 6 jours de précipitations en janvier et 3,3 jours en juillet. Pour la période 1991-2020, la température moyenne annuelle observée sur la station météorologique de Météo-France la plus proche, « La Bastide des Jourdans », sur la commune de La Bastide-des-Jourdans à 13 km à vol d'oiseau, est de 13,5 °C et le cumul annuel moyen de précipitations est de 698,1 mm. 
La température maximale relevée sur cette station est de 42,4 °C, atteinte le 28 juin 2019 ; la température minimale est de −12,3 °C, atteinte le 6 février 2012,,.
Les paramètres climatiques de la commune ont été estimés pour le milieu du siècle (2041-2070) selon différents scénarios d'émission de gaz à effet de serre à partir des nouvelles projections climatiques de référence DRIAS-2020. Ils sont consultables sur un site dédié publié par Météo-France en novembre 2022.

## Urbanisme

### Typologie
Au 1er janvier 2024, Viens est catégorisée commune rurale à habitat dispersé, selon la nouvelle grille communale de densité à sept niveaux définie par l'Insee en 2022.
Elle est située hors unité urbaine. Par ailleurs la commune fait partie de l'aire d'attraction d'Apt, dont elle est une commune de la couronne,. Cette aire, qui regroupe 18 communes, est catégorisée dans les aires de moins de 50 000 habitants,.

### Occupation des sols
L'occupation des sols de la commune, telle qu'elle ressort de la base de données européenne d’occupation biophysique des sols Corine Land Cover (CLC), est marquée par l'importance des forêts et milieux semi-naturels (57,8 % en 2018), une proportion sensiblement équivalente à celle de 1990 (58,1 %). La répartition détaillée en 2018 est la suivante : 
forêts (37,8 %), zones agricoles hétérogènes (22 %), milieux à végétation arbustive et/ou herbacée (18,3 %), terres arables (16,4 %), prairies (1,9 %), zones urbanisées (1,8 %), espaces ouverts, sans ou avec peu de végétation (1,7 %). L'évolution de l’occupation des sols de la commune et de ses infrastructures peut être observée sur les différentes représentations cartographiques du territoire : la carte de Cassini (XVIIIe siècle), la carte d'état-major (1820-1866) et les cartes ou photos aériennes de l'IGN pour la période actuelle (1950 à aujourd'hui).

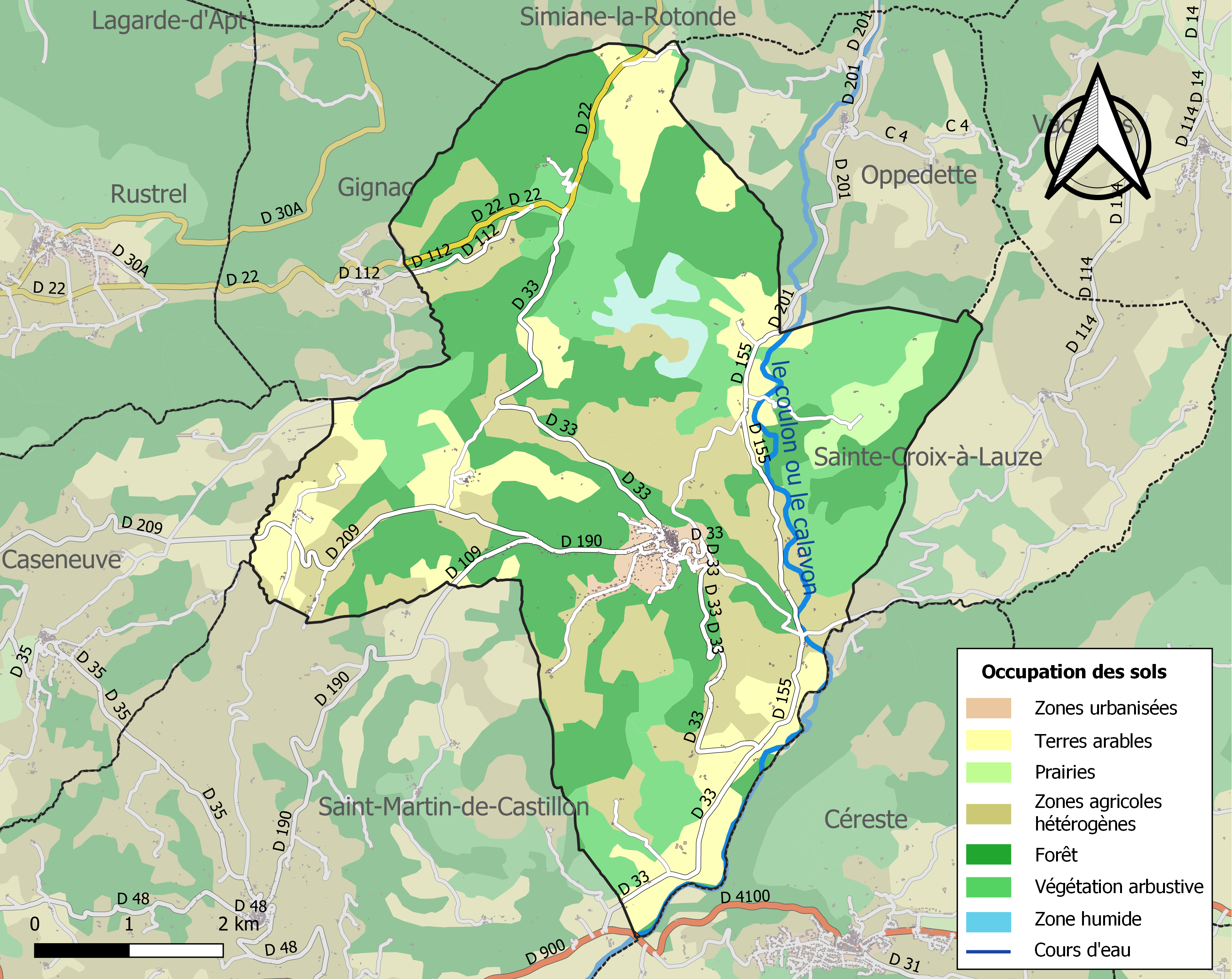
Carte des infrastructures et de l'occupation des sols de la commune en 2018 (CLC).

### Habitat

#### Habitat perché

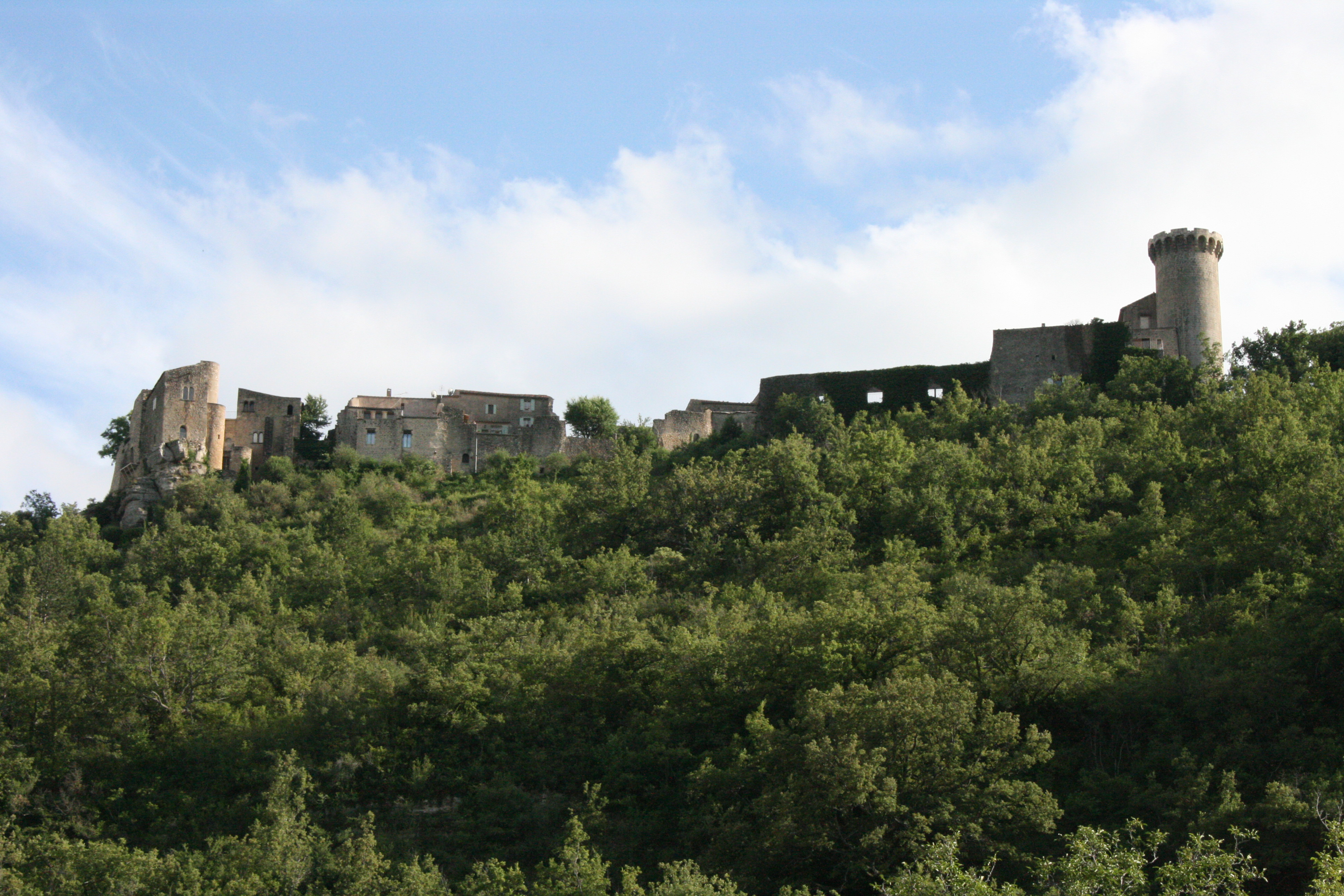
Château de Viens protégeant le village perché sur un éperon.

Ce type d'habitat est considéré comme typiquement provençal, il est surtout typiquement méditerranéen. Ces villages sis sur leur « acropole rocheuse », qui ont gardé leur aspect médiéval, forment par l'orientation des façades de leurs maisons - vers la vallée ou la voie de communication - un véritable front de fortification.
Fernand Benoit souligne leur origine quelquefois préhistorique en signalant que Cicéron, à propos des Ligures qui peuplaient la région, les dénomme castellani, c'est-à-dire habitants des castellas (Brutus, LXXIII, 256).
Ces villages perchés se trouvent essentiellement dans les zones collinaires dont le terroir est pauvre en alluvions et où l'eau est rare. Ce qui est le cas général en Provence sauf dans la basse vallée du Rhône et dans celle de la Durance, où les terres alluvionnaires abondent et surtout où l'eau est facilement accessible pour chaque propriété grâce à un puits creusé dans la cour de la maison.
De plus, ce groupement en communauté refermée sur elle-même correspond à des régions de petites propriétés, où les seules terres fertiles se situent au fond de quelques vallons, et ce regroupement a facilité l'existence d'un artisanat rural indispensable aux villageois (charron, forgeron, etc.). À contrario, l'habitat dispersé implique de grands domaines qui tendent à vivre en autarcie. D'où la loi émise par Fernand Benoit « La misère groupe l'habitat, l'aisance le disperse ».

#### Maison en hauteur

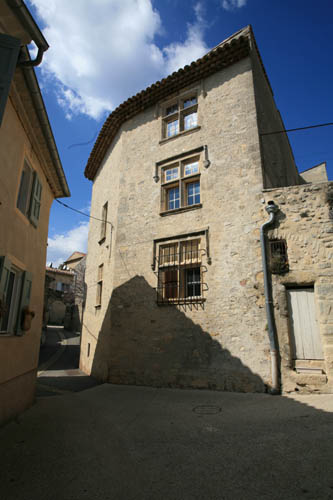
Maison en hauteur datée du XVIe siècle.

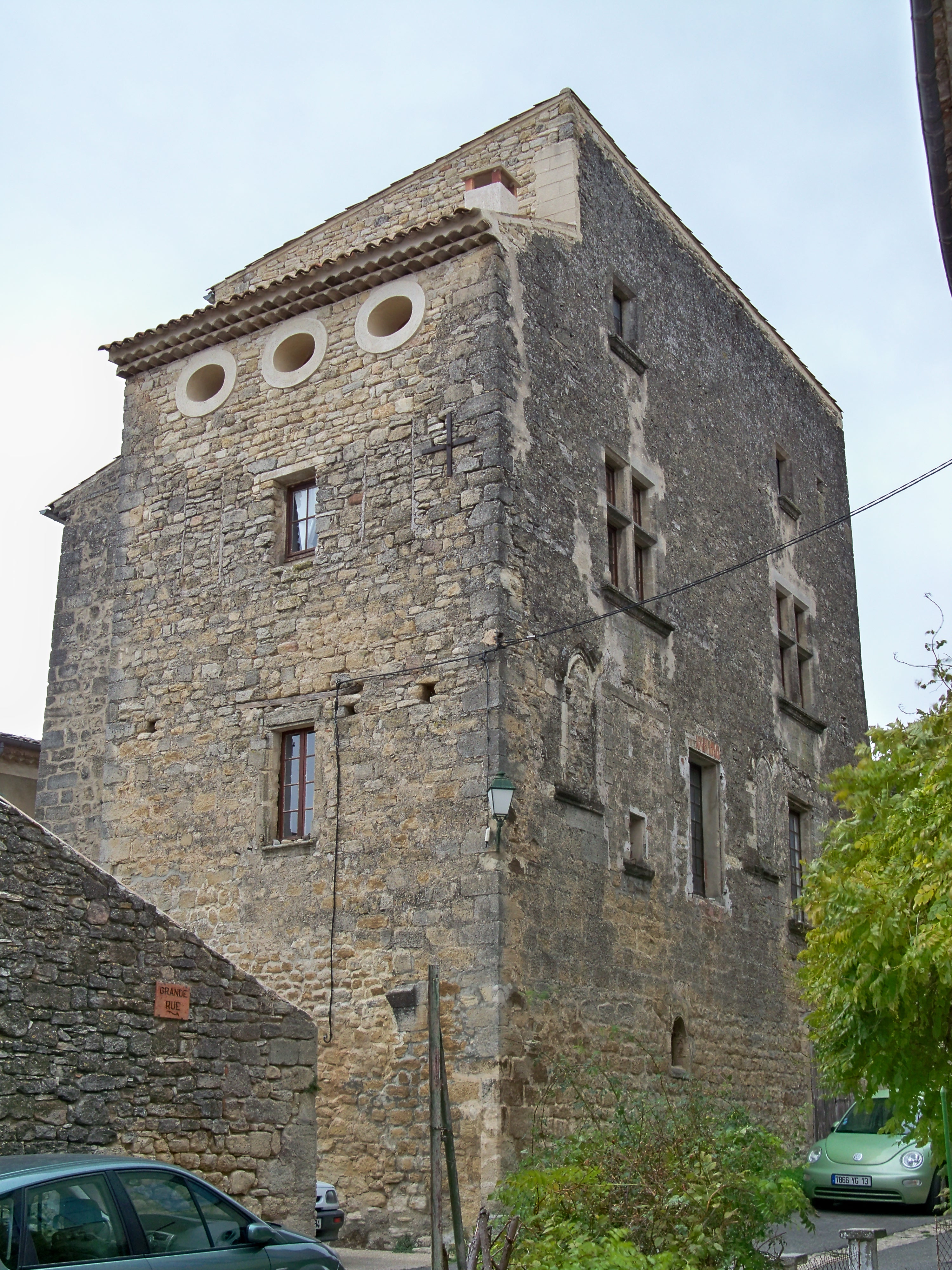
Maison médiévale.

Fernand Benoit explique que « son originalité consiste à placer les bêtes en bas, les hommes au-dessus ». Effectivement, ce type d'habitation, qui se retrouve essentiellement dans un village, superpose sous un même toit, suivant une tradition méditerranéenne, le logement des humains à celui des bêtes. La maison en hauteur se subdivise en une étable-remise au rez-de-chaussée, un logement sur un ou deux étages, un grenier dans les combles. Elle était le type de maison réservée aux paysans villageois qui n'avaient que peu de bétail à loger, étant impossible dans un local aussi exigu de faire tenir des chevaux et un attelage.
Elle se retrouve aujourd'hui dans nombre de massifs montagneux ou plateaux de la Provence occidentale.
Ces maisons datent pour la plupart du XVIe siècle, période où les guerres de Religion imposèrent de se retrancher derrière les fortifications du village. Celles-ci finies, il y eut un mouvement de sortie pour établir dans la périphérie de l'agglomération des « maisons à terre », plus aptes à recevoir des bâtiments annexes.

Immeubles en hauteur dans la Jutarié (Juiverie) de Viens
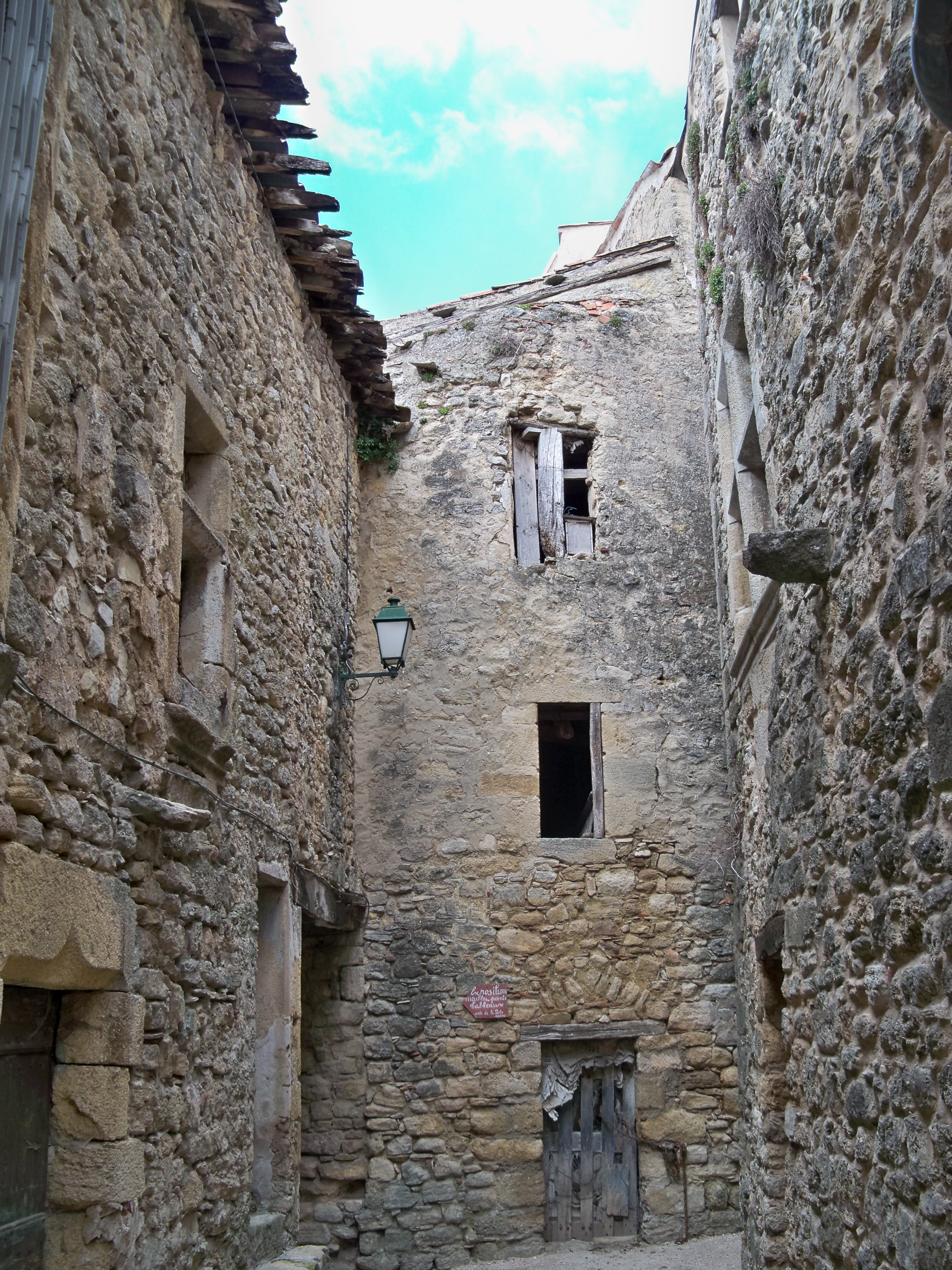
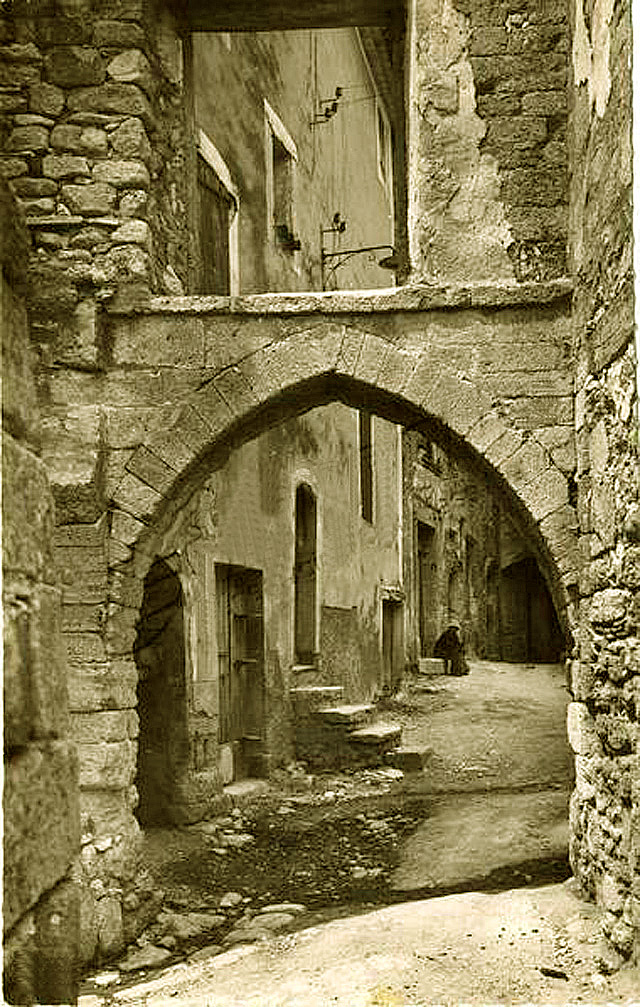

En effet, ce type d'habitation, regroupant gens et bêtes dans un village, ne pouvait que rester figé, toute extension lui étant interdite sauf en hauteur. Leur architecture est donc caractéristique : une façade étroite à une ou deux fenêtres, et une élévation ne pouvant dépasser quatre à cinq étages, grenier compris avec sa poulie extérieure pour hisser le fourrage. Actuellement, les seules transformations possibles - ces maisons ayant perdu leur statut agricole - sont d'installer un garage au rez-de-chaussée et de créer de nouvelles chambres au grenier. Pour celles qui ont été restaurées avec goût, on accède toujours à l'étage d'habitation par un escalier accolé à la façade.
La présence de terrasse ou balcon était une constante. La terrasse servait, en priorité, au séchage des fruits et légumes suspendus à un fil de fer. Elle était appelée trihard quand elle accueillait une treille qui recouvrait une pergola rustique. Quand elle formait loggia, des colonnettes soutenant un auvent recouvert de tuiles, elle était nommée galarié ou souleriè.

#### Maison à terre

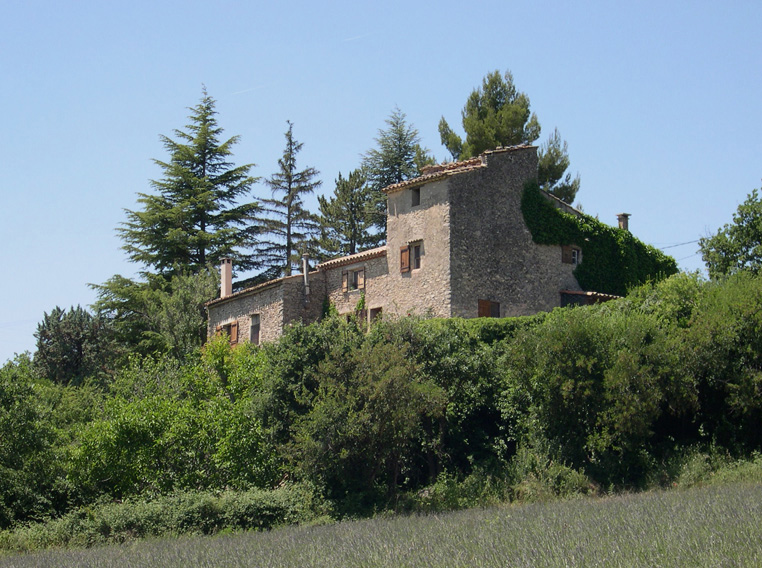
Maison à terre (mas) datant du XVIIIe siècle.

Compartimenté dans le sens de la longueur, ce type de maison représente un stade d'évolution plus avancé que la « maison en hauteur ». Il est caractéristique de l'habitat dispersé. C'est l'habitation traditionnelle des pays de « riche culture » et la lavande en fut une.
Ce type de maison est divisé en deux parties très distinctes dans le sens de la longueur. Le rez-de-chaussée est occupé par une salle commune dans laquelle est intégrée la cuisine. Très souvent se trouve à l'arrière un cellier contenant la réserve de vin et une chambre. Un étroit couloir, qui permet d'accéder à l'étage, sépare cet ensemble de la seconde partie réservée aux bêtes. Celle-ci se compose, dans la plupart des cas, d'une remise qui peut servir d'écurie et d'une étable. L'étage est réservé aux chambres et au grenier à foin qui correspond par une trombe avec l'étable et l'écurie.
À cet ensemble, s'ajoutaient des annexes. Une des principales était la tour du pigeonnier, mais la maison se prolongeait aussi d'une soue à cochons, d'une lapinière, d'un poulailler et d'une bergerie.
Alors qu'aucune maison en hauteur ne disposait de lieu d'aisance, même en ville, la maison à terre permet d'installer ces « lieux » à l'extérieur de l'habitation. Jusqu'au milieu du XXe siècle, c'était un simple abri en planches recouvert de roseaux (canisse) dont l'évacuation se faisait directement sur la fosse à purin ou sur le fumier.

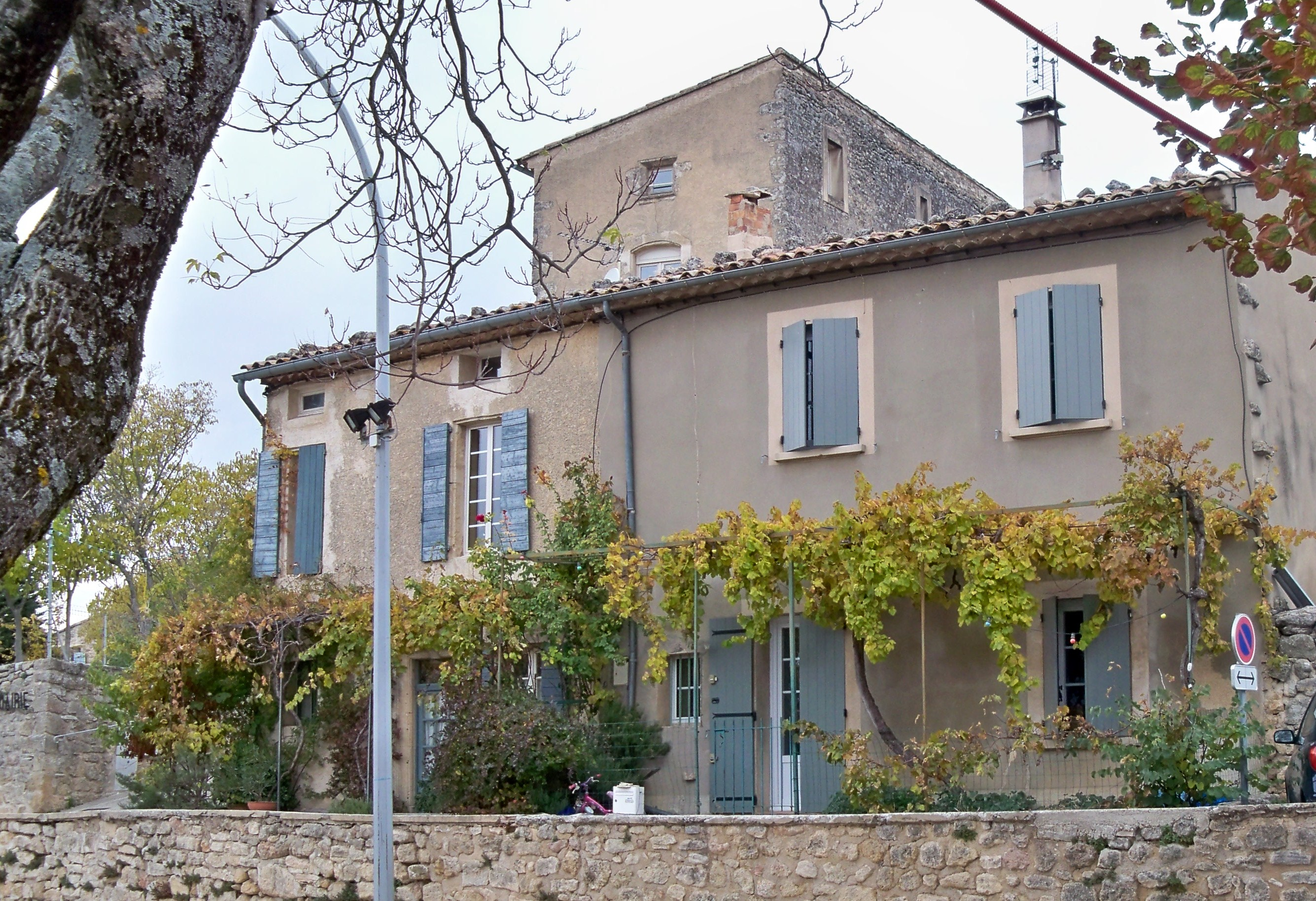
Maison à terre et sa treille à l'entrée du village.

La construction d'un tel ensemble étant étalée dans le temps, il n'y avait aucune conception architecturale préétablie. Chaque propriétaire agissait selon ses nécessités et dans l'ordre de ses priorités. Ce qui permet de voir aujourd'hui l'hétérogénéité de chaque ensemble où les toitures de chaque bâtiments se chevauchent généralement en dégradé.
Chaque maison se personnalisait aussi par son aménagement extérieur. Il y avait pourtant deux constantes. La première était la nécessité d'une treille toujours installée pour protéger l'entrée. Son feuillage filtrait les rayons de soleil l'été, et dès l'automne la chute des feuilles permettait une plus grande luminosité dans la salle commune. La seconde était le puits toujours situé à proximité. Il était soit recouvert d'une construction de pierres sèches en encorbellement qui se fermait par une porte de bois, soit surmonté par deux piliers soutenant un linteau où était accrochée une poulie permettant de faire descendre un seau. L'approvisionnement en eau était très souvent complété par une citerne qui recueillait les eaux de pluie de la toiture.
Le pigeonnier devint, après la Révolution la partie emblématique de ce type d'habitat puisque sa construction signifiait la fin des droits seigneuriaux, celui-ci étant jusqu'alors réservé aux seules maisons nobles. Il était soit directement accolé à la maison, mais aussi indépendant d'elle. Toujours de dimension considérable, puisqu'il était censé ennoblir l'habitat, il s'élevait sur deux étages, le dernier étant seul réservé aux pigeons. Pour protéger ceux-ci d'une invasion de rongeurs, son accès était toujours protégé par un revêtement de carreaux vernissés qui les empêchait d'accéder à l'intérieur.

#### Maison à cour
Ce type d'habitation est composé de bâtiments et de dépendances ordonnés autour d'une cour centrale. Cet ensemble est caractéristique des grands domaines céréaliers et prend souvent l'aspect d'un château avec des murs flanqués d'échauguettes et des tours d'angle. Il est adapté à une vie agricole où le climat n'impose pas une grange pour engranger les javelles de blé avant le dépiquage, celui-ci ayant lieu aussitôt les gerbes coupées sur l'aire de terre battue. Dans ce mode culturel, les grains sont entrés en sacs dans une remise tandis que les moissonneurs élèvent les meules de paille avec comme seule protection contre la pluie un mélange de poussier et de terre glaise. Seul est rentré le fourrage.
Cette structure agraire est rare en Provence.

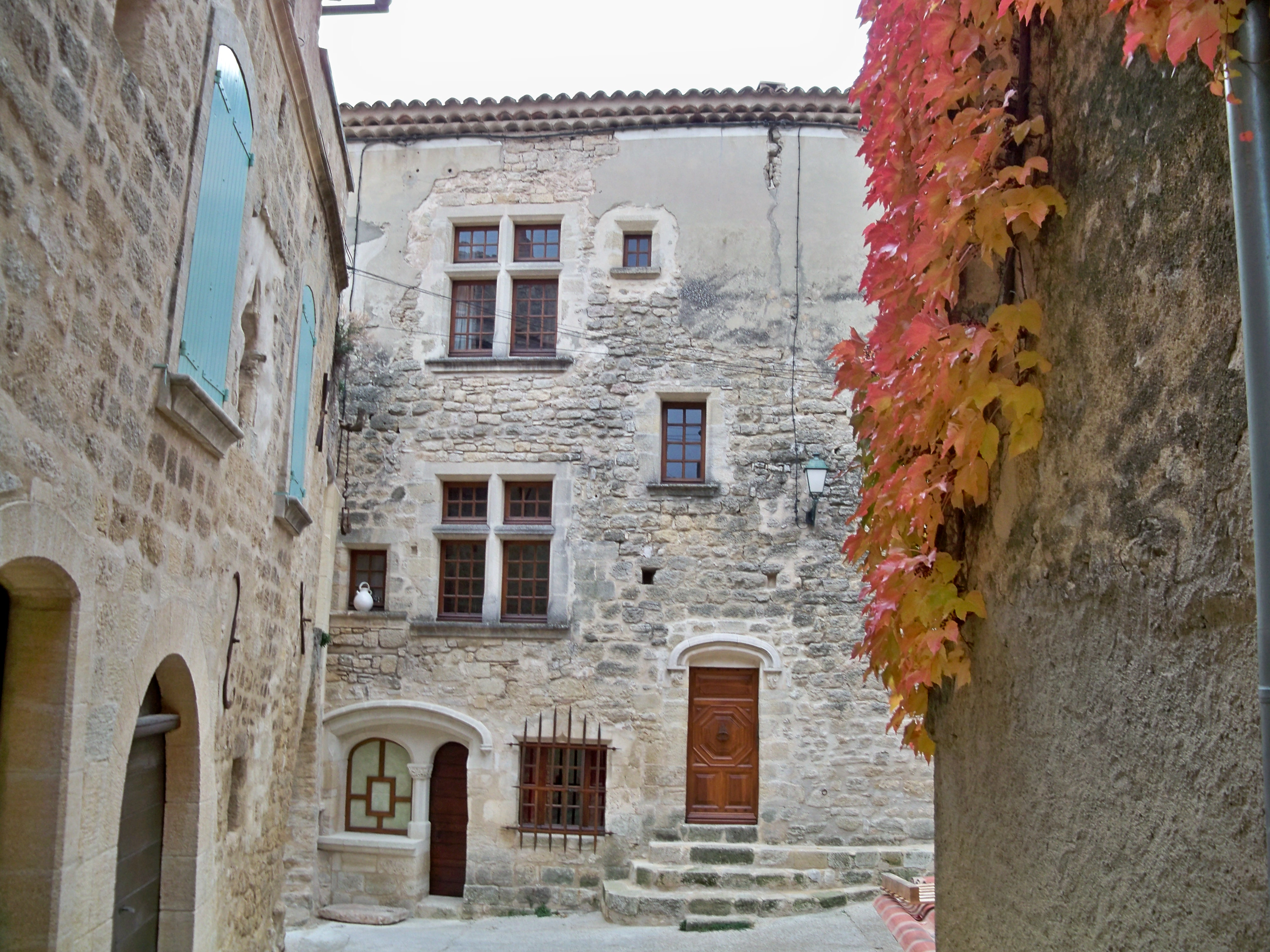
Maison à cour.
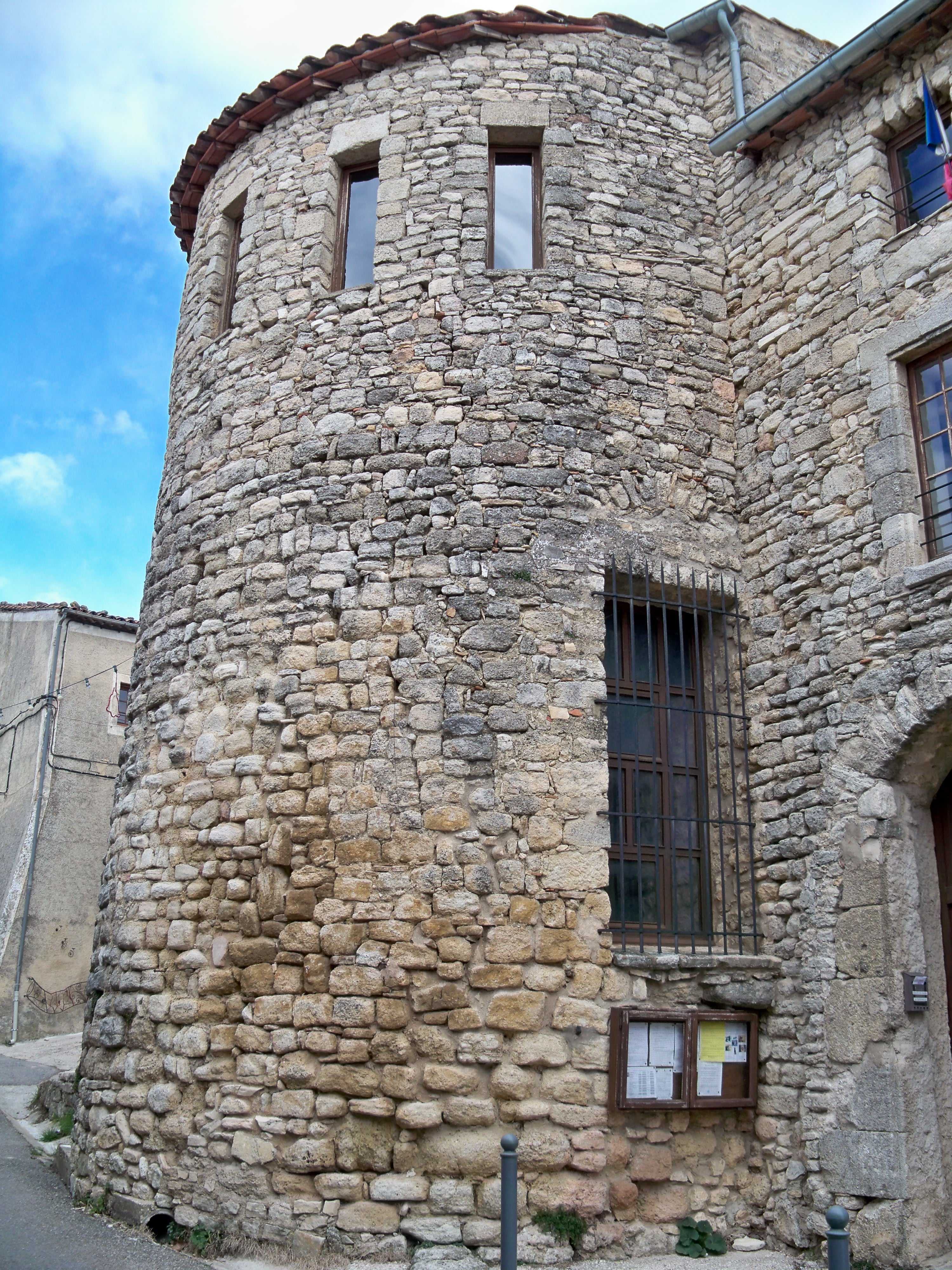
Maison à tour.

#### Maison à tours
C'est le style des grandes maisons seigneuriales qui va traverser les siècles même après la Renaissance. Il s'agit de bâtisses isolées, avec ou sans cour intérieure, dont la façade est flanquée de deux tours ou qui est protégée par quatre tours d'angle.
La fortification des maisons de campagne est une pratique fort ancienne. Elle se retrouve, dès le haut Moyen Âge, avec le castellum dont celles de Provence reprennent le plan avec ses tours d'angle. C'est un héritage romain puisque nombre de villæ rusticæ furent protégées par des tours.

#### Granges à grain

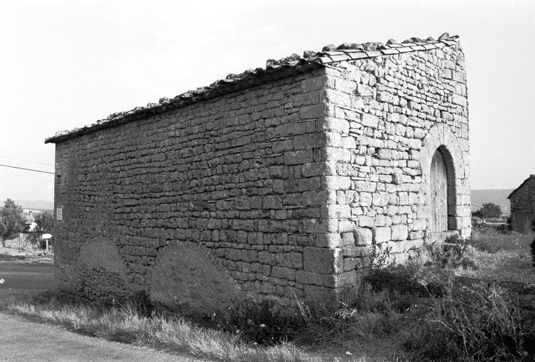
Ancien grenier à blé en bordure d'un champ.

Dans les années 1980, le village de Viens comportait encore, dans ses abords sud et sud-ouest, cinq anciennes granges à grain avec leur aire à dépiquer respective. Ces granges sont – du moins primitivement – des bâtiments rectangulaires allongés, en maçonnerie liée au mortier de chaux, à la toiture à deux pentes couvertes en lauses sur une voûte clavée en berceau, et aux entrées à encadrement en pierres de taille. Intérieurement, un rez-de-chaussée permettait de serrer les gerbes tandis qu'un plancher dallé sous comble permettait de conserver les sacs de grain. Du fait de l'implantation des bâtiments dans un terrain en pente, un des pignons se trouve en partie enterré, ce qui permet un accès au comble depuis le terrain. Ces granges sont liées au passé agricole de Viens, qui fut un centre de production céréalière et de commerce des grains entre haute et basse Provence aux XVIIe, XVIIIe et XIXe siècles.

#### Cabanon
L'existence de cette « maisonnette des champs » est toujours liée à une activité agricole qui contraint le paysan à rester éloigné de sa résidence habituelle. Dans son étude sur l'habitat rural, Fernand Benoit envisage à la fois le cas du pastoralisme et celui du sédentarisme. Pour le premier, la transhumance, qui permet aux troupeaux d'estiver dans les alpages, implique l'usage d'un habitat sur place de « type élémentaire » pour le berger. Suivant le lieu, il prend l'aspect d'un jas en pierre sèche ou d'une cabane édifiée en matériaux composites. Ce refuge lui sert à la fois d'abri et de laiterie.
Pour le paysan sédentaire, c'est l'éloignement de ses cultures qui impose un habitat aménagé près de son champ. Dans ce dernier cas, le cabanon correspond à un véritable habitat saisonnier qui est utilisé lors des travaux de longue durée.
Ces cabanons, qui se trouvent à l'orée ou au centre du champ, avaient aussi un rôle d'affirmation sociale pour le paysan. Ils étaient considérés comme « le signe de la propriété sur une terre qu'il entendait distinguer du communal ».

#### Borie
On nomme ainsi en Provence une cabane de pierre sèche. Le terme de borie est issu du latin boria - déjà référencé dans le quartier Borianum d'Arles - et s'orthographie bori en provençal. Elle est aussi dénommée cabanon pointu dans les Alpes provençales (région de Forcalquier). Ce type de construction réalisé uniquement en pierres sèches, permettait au paysan de stocker (serrer en provençal) ses instruments agraires, protéger sa réc. Ce type de construction en pierre sèche est facilité par l'épierrage des champs. En Provence, il est courant dans les régions montueuses, de plateaux secs, des coteaux travaillés en restanques.

Bories de Viens
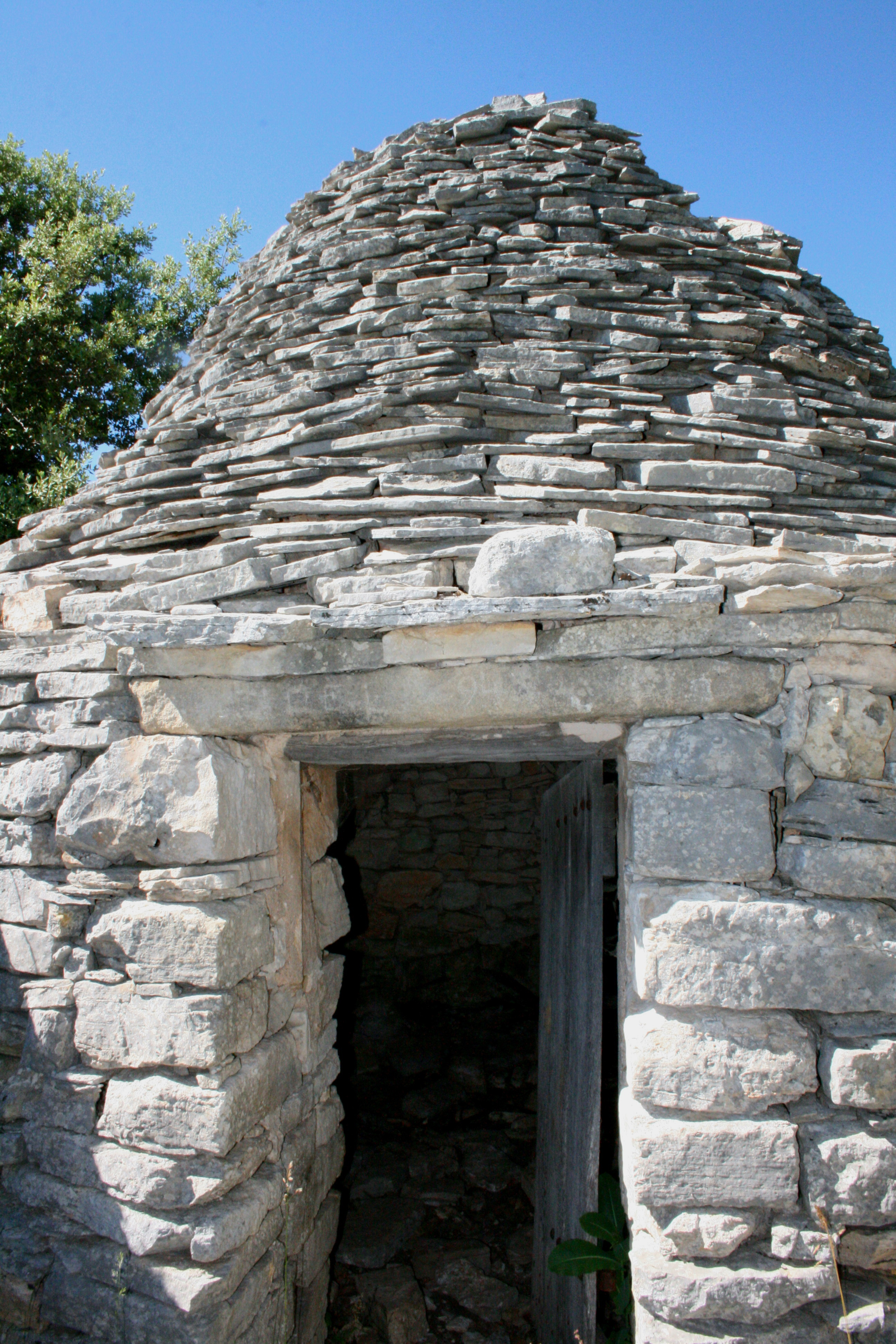
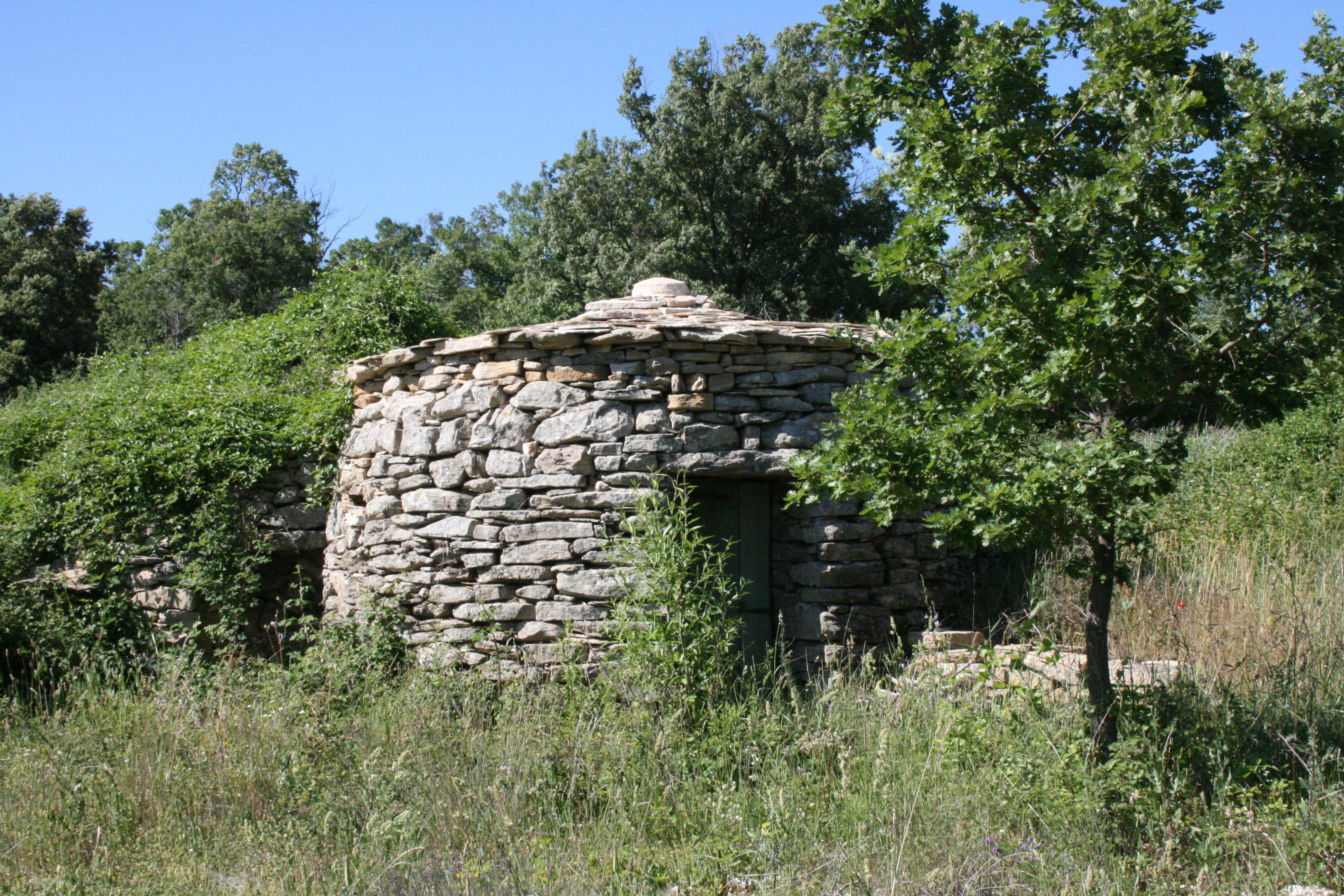
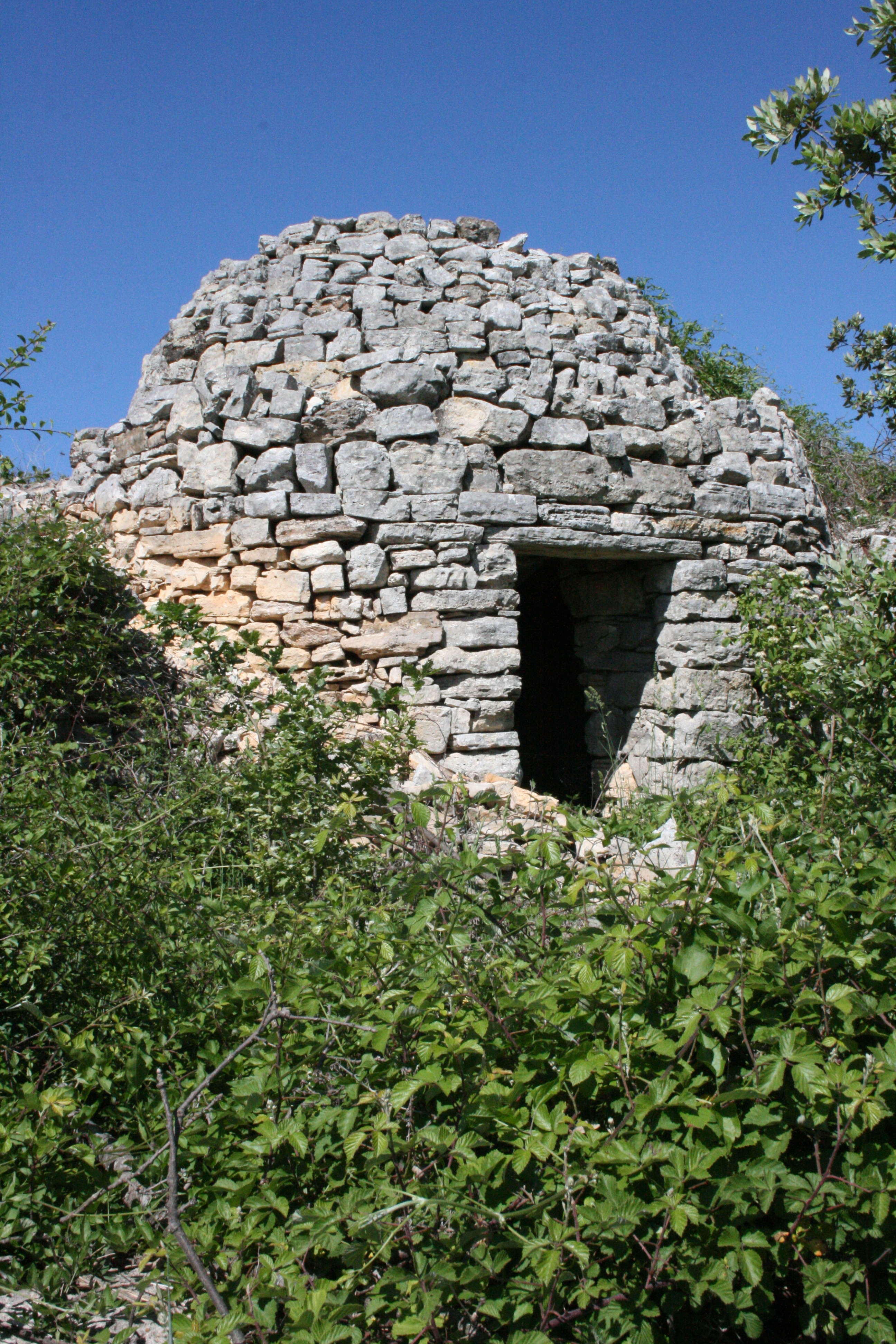

## Toponymie
À la fin de l'Antiquité et au début du Moyen Âge, le village fut connu sous le nom romain de Vegnis.

## Histoire

### Préhistoire
Un mobilier néolithique important, recueilli dans une demi-douzaine de stations, montre que la zone a été occupée assez tôt.

### Antiquité
Les Ligures, les Celtes, puis les Romains s'installèrent sur le territoire de la commune. Les nombreux vestiges romains (et la proximité d'Apt) montrent que la zone a continué d'être occupée durant la période romaine.

### Moyen Âge

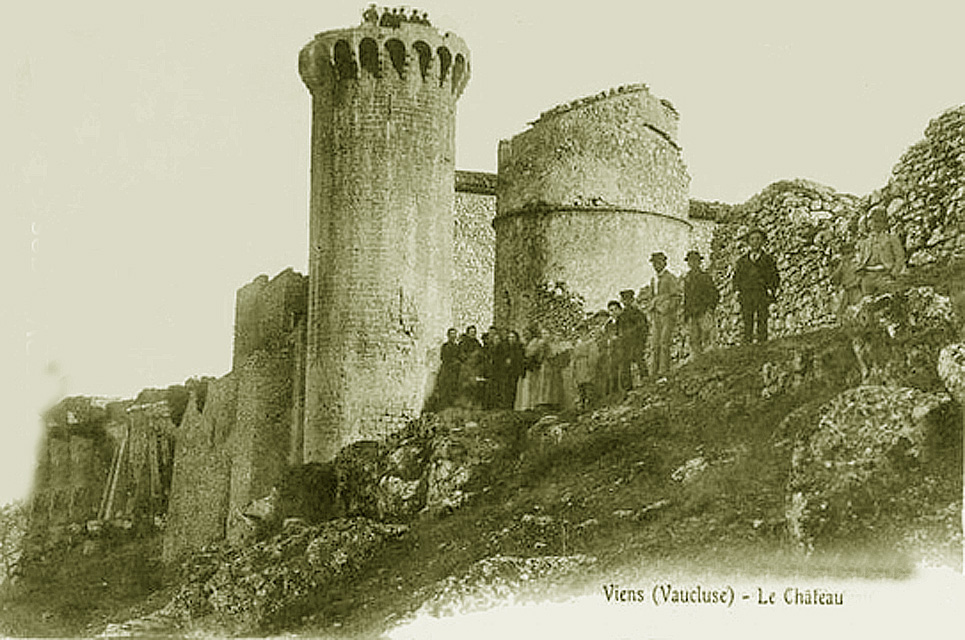
Le château médiéval au début du XXe siècle.

Viens est cité en 1005 sous le nom de « Vegnis » puis en 1225 sous son vocable actuel. Au XIIe siècle, l’abbaye Saint-André de Villeneuve-lès-Avignon y possédait un prieuré faisant office d’église paroissiale, jusqu’au début du XIIIe siècle, et deux églises, Saint-Ferreol et Saint-Jean, dont elle percevait les revenus. En 1300, une petite communauté juive comptant 2 feux était établie à Viens.
Le fief de Viens relevait du comté de Forcalquier au XIIe siècle. Lorsque ce comté perd son indépendance en 1209, à la mort de Guillaume II, un de ses neveux, Guillaume de Sabran tente de le relever. Après une lutte de dix ans, il passe un accord à Meyrargues le 29 juin 1220 avec Raimond Bérenger IV, comte de Provence et lui aussi héritier du comté de Forcalquier. Par cet accord, la moitié sud du comté, dont Viens, lui est donnée. Guillaume de Sabran conserve sa moitié de comté jusqu'à sa mort, vers 1250.
Le village fut le fief des d'Agoult, puis successivement des Simiane (ancienne baronnie de Grange de Simiane), Sabran-Forcalquier, Villemus, Glandevès et enfin des d'Agoult-Montauban.[réf. nécessaire]

### Période moderne

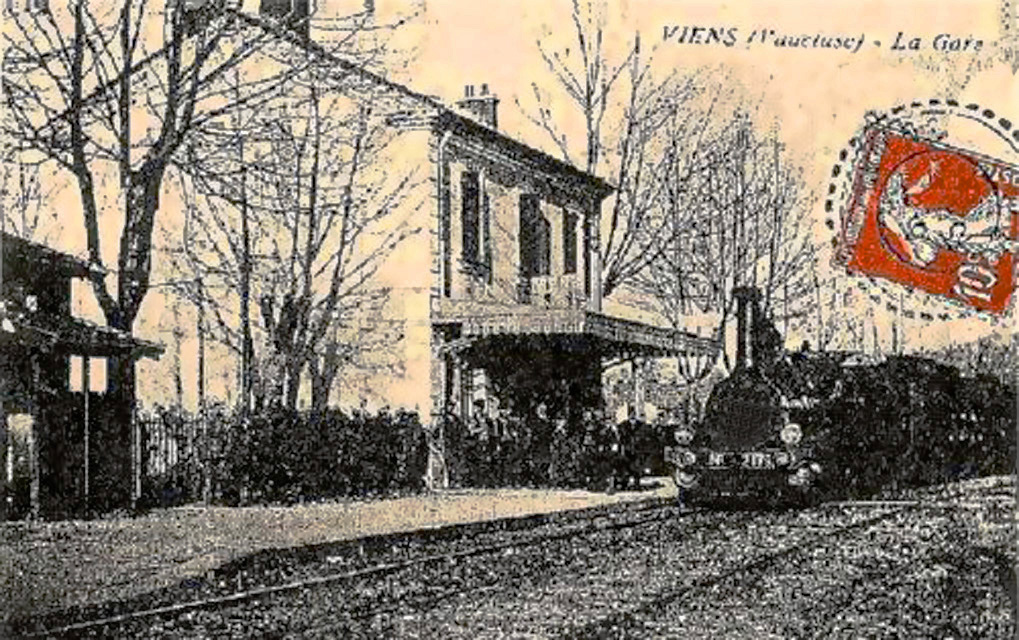
La gare de Viens.

### Période contemporaine
À la suite de la Première Guerre mondiale, comme dans de nombreux villages français, la commune de Viens voit le nombre d'habitants diminuer fortement, passant d'environ 1 000 personnes à près de 400 entre le début du siècle et 1926.

### Liste des maires,

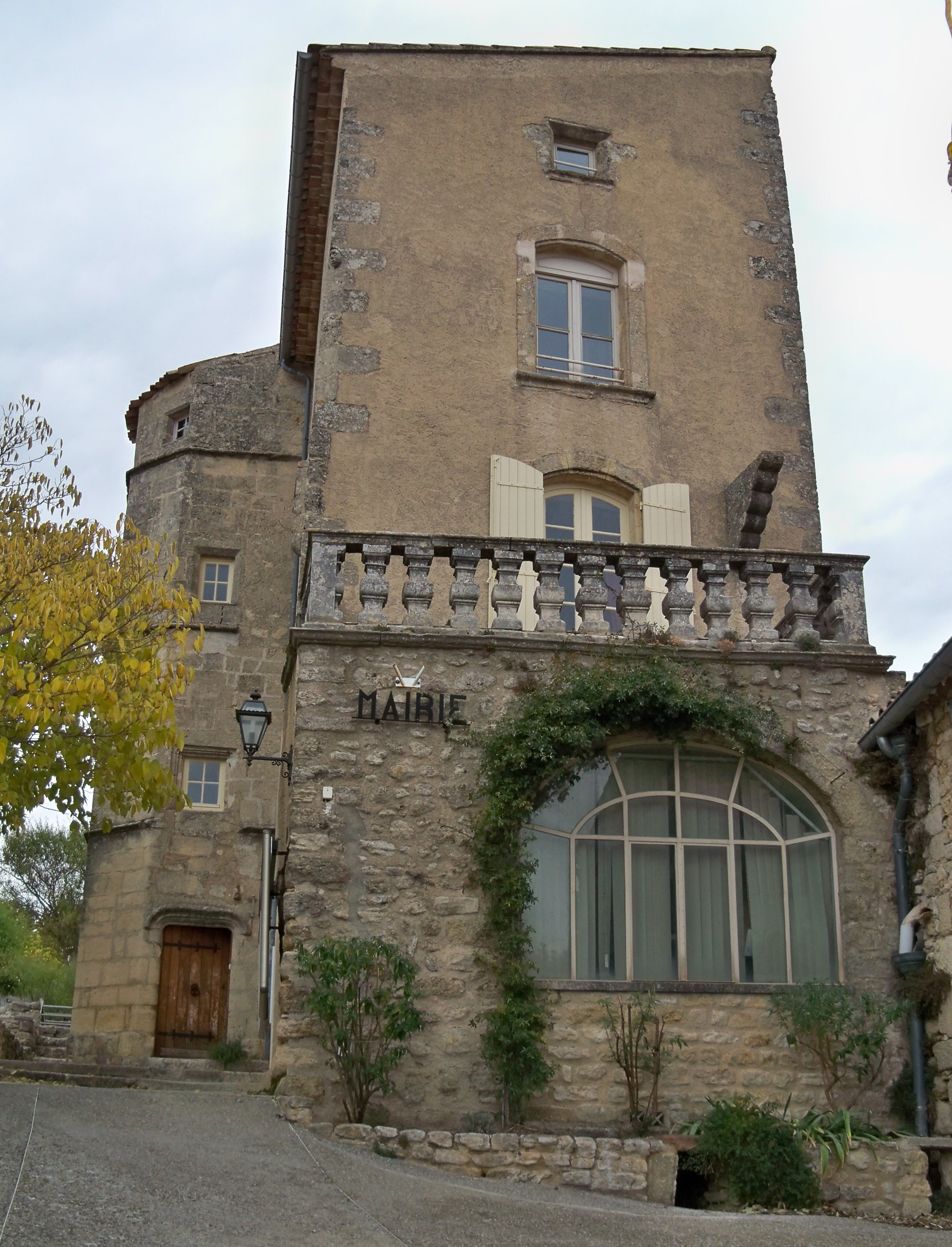
Ancienne mairie de Viens.

## Politique et administration

### Liste des maires[33],[34]
| Période                                  | Période                        | Identité                       | Étiquette | Qualité            |
| ---------------------------------------- | ------------------------------ | ------------------------------ | --------- | ------------------ |
| Les données manquantes sont à compléter. |                                |                                |           |                    |
| 1790                                     | 1791                           | Baptiste JEAN                  |           |                    |
| 1791                                     | 1799                           | Mary-Joseph REY                |           |                    |
| 1799                                     | 1815                           | Jacques CARBONNEL              |           |                    |
| 1815                                     | 1830                           | Joseph BOYER                   |           |                    |
| 1830                                     | 1840                           | Paul-Victor de MONIER D'ARNAUD |           |                    |
| 1840                                     | 1852                           | ? MADON                        |           |                    |
| 1852                                     | 1857                           | Eugène GÉRARD DE LUBAC         |           |                    |
| 1857                                     | 1861                           | Silvère REY                    |           |                    |
| 1861                                     | 1881                           | Ferréol Isidore BRÉMOND        |           |                    |
| 1881                                     | janvier 1888                   | Félix BARTHÉLEMY               |           |                    |
| janvier 1888                             | mai 1888                       | ? RICARD                       |           |                    |
| mai 1888                                 | 1896                           | Louis IGOULIN                  |           |                    |
| 1896                                     | 1900                           | Alfred PEYRON                  |           |                    |
| 1900                                     | 1904                           | Eric SANTON                    |           |                    |
| 1904                                     | 1911                           | Alfred PEYRON                  |           |                    |
| 1911                                     | 1919                           | Eric SANTON                    |           |                    |
| 1919                                     | 1925                           | Henri BARTHÉE                  |           |                    |
| 1925                                     | mars 1947 (décès)              | Henri AUDIBERT                 |           |                    |
| mars 1947                                | octobre 1947                   | Albert CHARPIN                 |           |                    |
| octobre 1947                             | mars 1959                      | Victor AUDIBERT (père)         |           |                    |
| mars 1959                                | mars 1977                      | Marcel CHAUMIEN                |           |                    |
| mars 1977                                | avril 2002 (décès)             | Victor AUDIBERT (fils)         |           |                    |
| avril 2002                               | juin 2015 (démission)          | Jean-Pierre PEYRON             | PCF       | Agent du PNRL      |
| juin 2015                                | mai 2020                       | Mireille DUMESTE               | PCF       | Directrice d'école |
| mai 2020                                 | En cours (au 26 novembre 2022) | Frédéric ROUX                  |           | Agriculteur        |

### Fiscalité
| Taxe                                                | Part communale | Part intercommunale | Part départementale | Part régionale |
| --------------------------------------------------- | -------------- | ------------------- | ------------------- | -------------- |
| Taxe d'habitation (TH)                              | 10,96 %        | 0,00 %              | 7,55 %              | 0,00 %         |
| Taxe foncière sur les propriétés bâties (TFPB)      | 13,06 %        | 0,00 %              | 10,20 %             | 2,36 %         |
| Taxe foncière sur les propriétés non bâties (TFPNB) | 45,81 %        | 0,00 %              | 28,96 %             | 8,85 %         |
| Taxe professionnelle (TP)                           | 00,00 %        | 19,25 %             | 13,00 %             | 3,84 %         |

La part régionale de la taxe d'habitation n'est pas applicable.

## Population et société

### Démographie
L'évolution du nombre d'habitants est connue à travers les recensements de la population effectués dans la commune depuis 1793. Pour les communes de moins de 10 000 habitants, une enquête de recensement portant sur toute la population est réalisée tous les cinq ans, les populations de référence des années intermédiaires étant quant à elles estimées par interpolation ou extrapolation. Pour la commune, le premier recensement exhaustif entrant dans le cadre du nouveau dispositif a été réalisé en 2006.

En 2022, la commune comptait 624 habitants, en évolution de −0,79 % par rapport à 2016 (Vaucluse : +1,73 %, France hors Mayotte : +2,11 %).
| 1793  | 1800  | 1806  | 1821  | 1831  | 1836  | 1841  | 1846  | 1851  |
| ----- | ----- | ----- | ----- | ----- | ----- | ----- | ----- | ----- |
| 1 113 | 1 104 | 1 136 | 1 118 | 1 207 | 1 253 | 1 242 | 1 236 | 1 186 |

| 1856  | 1861  | 1866  | 1872  | 1876  | 1881 | 1886 | 1891 | 1896 |
| ----- | ----- | ----- | ----- | ----- | ---- | ---- | ---- | ---- |
| 1 167 | 1 107 | 1 043 | 1 028 | 1 028 | 933  | 889  | 881  | 781  |

| 1901 | 1906 | 1911 | 1921 | 1926 | 1931 | 1936 | 1946 | 1954 |
| ---- | ---- | ---- | ---- | ---- | ---- | ---- | ---- | ---- |
| 733  | 725  | 655  | 552  | 488  | 474  | 471  | 395  | 331  |

| 1962 | 1968 | 1975 | 1982 | 1990 | 1999 | 2006 | 2011 | 2016 |
| ---- | ---- | ---- | ---- | ---- | ---- | ---- | ---- | ---- |
| 286  | 300  | 304  | 401  | 458  | 491  | 564  | 621  | 629  |

| 2021 | 2022 | - | - | - | - | - | - | - |
| ---- | ---- | - | - | - | - | - | - | - |
| 630  | 624  | - | - | - | - | - | - | - |

### Enseignement
La commune possède une école primaire publique avec seulement une classe de maternelle et une classe de CP. En effet, le village de Viens appartient à un regroupement pédagogique avec les deux villages limitrophes de Caseneuve et de Saint-Martin-de-Castillon. Les autres classes de l'école primaire sont sur ces deux autres villages. Les trois communes organisent un réseau de bus scolaires pour amener les enfants de chaque commune vers l'école appropriée. Les élèves peuvent ensuite poursuivre leurs études au collège et au lycée Charles-de-Gaulle d'Apt.

### Animation
Depuis le 16 janvier 2013, Viens possède sa webradio à l'Url http://www.radioviens84.fr.
Radio de divertissement, musiques et actualités locales.

### Sports
Tennis, piscine, centre d'équitation, pétanque (boulodrome).
Randonnées pédestres, équestres et VTT.

### Santé
Proximité du centre hospitalier d'Apt.

### Cultes
Église catholique.

## Économie

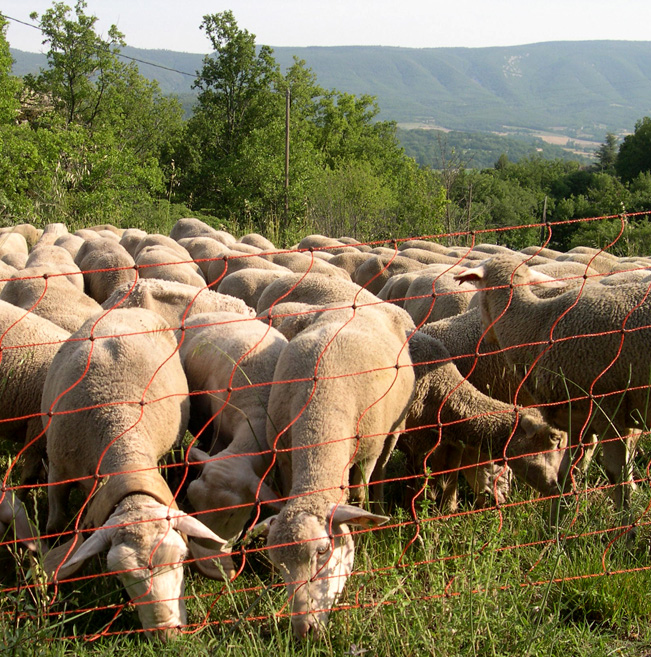
Élevage de moutons près de Viens.

L'économie de la commune fut prospère dès le XVIIe siècle, avec la présence sur la commune de Viens, de foires et marchés, de nombreux artisans (chaudronniers, maçons, maréchaux ferrants, tisserands). Deux études notariales suivaient alors les diverses activités du village. L'agriculture diversifiée sur la culture de céréales, d'olives et l'élevage ovin, s'est complétée du travail du ver à soie.
Sur cette commune se pratiquent actuellement des cultures fruitières et maraîchères, la culture et la distillation du lavandin. Elle produit des vins AOC ventoux. Les vins qui ne sont pas en appellation d'origine contrôlée peuvent revendiquer, après agrément, le label vin de pays d'Aigues.
- Élevage ovin et caprin avec production de fromages de chèvre.
- Ferme biologique : laiterie et fromagerie (bovins).
- Gîte d'étape équestre et chambres d'hôtes.

Tourisme
- Visite guidée du village, circuits balisés.
- Chemin de grande randonnée, GR 6, de Tarascon (Bouches-du-Rhône) à Saint-Paul-sur-Ubaye (Alpes-de-Haute-Provence).

## Culture et patrimoine

### Lieux et monuments
- Au village
  - Château XIIe – XIIIe siècle, très remanié.
  - Tour sarrasine.
  - Ruelles caladées.

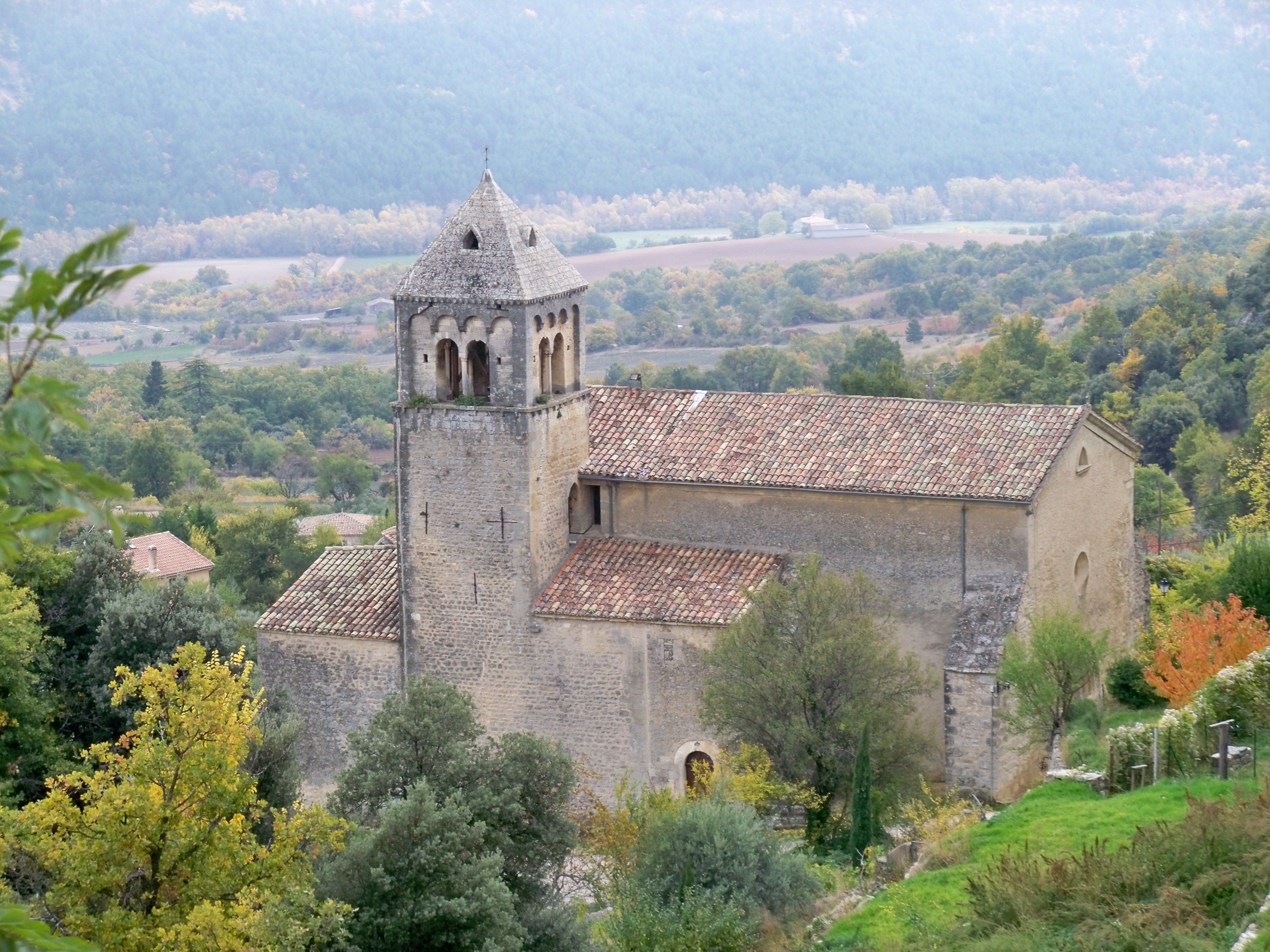
Église de Viens. Son clocher est inscrit monument historique.

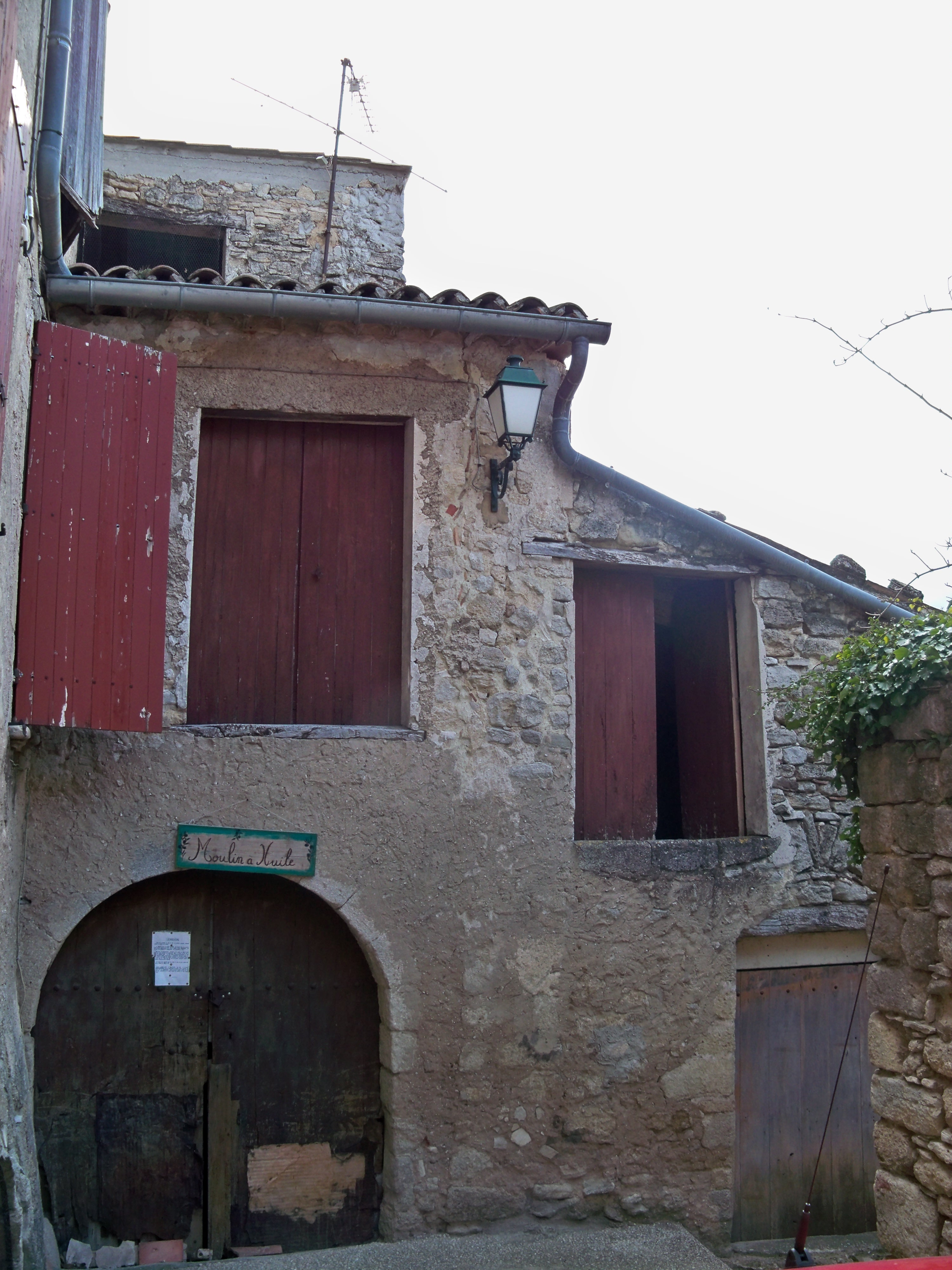
Ancien moulin à huile.

  - Nombreuses façades Renaissance, dont la maison Monier d'Arnaud et la maison Monier de La Quarré.
  - L'église Saint-Hilaire (église romane du XIIe remaniée au XVIIe) et son clocher carré de la fin du XIIIe siècle (monument historique inscrit[45]).
  - Campanile.
  - Lavoirs anciens, fontaine.
  - Architecture défensive très bien conservée, dont des tours rondes, tour de la mairie (XIe siècle), tour carrée du Portail (XIIe siècle, restaurée au XIVe siècle).
  - Ancien hôtel de Pontevès XVIe siècle (mairie).
  - Ancien moulin à huile dans la roche.
  - Fours à pain, dont un d'origine du XIIe siècle.
  - Le monument aux morts, surmonté de la statue du Poilu au repos, réalisée par Étienne Camus.
- Sur la commune
  - À 2 km à l'ouest, la chapelle rurale Saint-Laurent, restaurée partiellement (à usage d'habitation).
  - Sur le Calavon, la chapelle rurale Saint-Ferréol (XVIIIe, restaurée) et nombreux moulins (dont Benoye, Coutraire et Bélan qui sont entiers)
  - Chapelle au hameau de Saint-Paul, restaurée en partie.
  - Rares vestiges d'une chapelle au hameau de Saint-Amas.
  - Deux oratoires à Notre-Dame.
  - Plusieurs cabanes en pierre sèche ou bories[46].
  - Plusieurs grangeons, anciens greniers à blé.

### Viens et le cinéma
Le téléfilm Cet été-là d'Elisabeth Rappeneau avec Constance Dollé, Marc Barbé, Mathieu Delarive, Pierre Aussedat, Alexandra Bienvenu, Xavier de Guillebon, Monique Chaumette, Pascal Elso, Christophe Brault a été tourné en 2008 à Viens.

### Personnalités liées à la commune
- Hélène Martin.

### Héraldique
| Armes de Viens | Les armes peuvent se blasonner ainsi : De gueules aux deux dauphins couronnés affrontés tenant de leurs gueules une même grappe de raisin par ses sarments, soutenus d'un croissant, le tout d'or. |